# Il tempo, il nulla, l'amore ed io...
Il tempo, il nulla, l'amore ed io... è il secondo album in studio della cantautrice, conduttrice e modella italiana Cristèl Carrisi, pubblicato nel 2010 a nome Cristel.
Il disco, che presenta brani in italiano e in inglese, è dedicato alla sorella Ylenia.

## Tracce
1. Cieli rosa
2. Nothing
3. Custodi
4. Io
5. Ho bisogno di te
6. Il buio
7. Due giorni prima di dicembre
8. Non ci sono più angeli nel paradiso
9. Roses